# The Wayfarers (Peabody)
The Wayfarers – tomik wierszy amerykańskiej poetki Josephine Preston Peabody
, będący jej książkowym debiutem. Zbiorek ukazał się w 1898 w Bostonie nakładem oficyny Copeland and Day. Książka została opatrzona dedykacją dla siostry autorki: To my sister Marion. Tom zawiera tytułowy poemat The Wayfarers i cykle They Pass, Idyls, Lyrics and Sonnets i The Enemy Listens. W tomiku znalazł się między innymi sonet The Vigil of the Sphinx. Poza tym do omawianej edycji zostały włączone monologi dramatyczne The Watching of Penelope i Daphne Laurea, napisane w stylu Roberta Browninga.